# Kvívík
Kvívík è un comune delle Isole Fær Øer. Ha una popolazione di 607 abitanti e fa parte della regione di Streymoy sull'isola omonima.
Il comune occupa la porzione centro-occidentale dell'isola, e comprende cinque località: Kvívík (capoluogo), Leynar, Skælingur, Stykkið e Válur.